# Биллоу, Ева
Ева Биллоу (швед. Eva Billow; 2 мая 1902 года, Övre Ulleruds — 22 февраля 1993 года, Стокгольм ) — шведская художница, писательница и преподавательница графики в Стокгольмском колледже искусства и дизайна «Konstfack». В 1949 году Ева Биллоу создала иллюстрации к сборнику рассказов Астрид Линдгрен «Крошка Нильс Карлсон».

## Биография
Ева Биллоу родилась 2 мая 1902 года в пригороде Övre Ulleruds, провинции Вермланд, Швеция. Работала   художницей-иллюстратором книг, создательницей мультипликационных фильмов. В 1925-1968 годах работала преподавательницей графического дизайна в колледже искусств в Стокгольме.
Ева Биллоу является автором детских книг, таких как Pojkarna Igelkotts vinterskor (1948), Filippa Hallondoft - och andra pysslingar och, Филиппа Халлондофт (Filippa Hallondoft, 1960) и др. За последнюю книгу она в 1961 году получила премию Эльзы Бесков (Elsa Beskow-plaketten). Написанные ею книги были иллюстрированы самим автором. Ева Биллоу также была автором комиксов и мультипликационных фильмов. Среди них: Kajsa и Snurran.
В 1949 году Биллоу иллюстрировала новый сборник шведской писательницы Астрид Линдгрен «Крошка Нильс Карлсон».
В 1939 году Ева Биллоу вышла замуж за Андерса Биллоу. Скончалась она 22 февраля 1993 года в Стокгольме.